# Suikoden
Suikoden (幻想水滸伝, Gensō Suikoden) é o primeiro jogo da série Suikoden, criada pela Konami. É um jogo de RPG desenvolvido e publicado pela Konami, lançado inicialmente no Japão em 1995 para o Sony PlayStation. O lançamento americano ocorreu um ano depois, bem como uma versão européia. O jogo também foi lançado para o Sega Saturn, em 1998, apenas no Japão. E, em fevereiro de 2006, foi portado junto do segundo jogo da série para o PSP.
O jogo se desenrola a partir dos avanços políticos do Scarlet Moon Empire. O jogador controla o filho de um dos generais do império citado, que tem o destino de reunir 108 guerreiros (referidos na série como as 108 Stars of Destiny) para organizar uma revolta contra o estado soberano e corrupto, trazendo paz para uma terra devastada por guerras. Suikoden tem algumas inspirações na história chinesa Shui Hu Zhuan.
O jogo apresenta um vasto elenco de personagens, com mais de noventa utilizáveis em combate e muitos outros capazes de auxiliar ou prejudicar o herói através das mais diversas maneiras.

## Jogabilidade
Suikoden tem a jogabilidade de um RPG tradicional, com movimentação através de mapas, avanço no enredo através do cumprimento de tarefas e conversas com outros personagens. Já foi comparado a Wild ARMs e Final Fantasy VII. 
O herói pode recrutar um total de outros 108 personagens para sua causa, e o sistema de batalha em Suikoden permite o uso de seis unidades em combate, cada uma delas individualmente controlável.
O combate acontece através de encontros aleatórios e é baseado em turnos onde cada grupo escolhe suas ações antes do início de cada turno, e quando o turno começa, as ações acontecem por ordem de velocidade.